# Denis Sureau
 (mars 2025).
 (mars 2025).
Il peut être nécessaire de l'améliorer pour respecter le principe de neutralité de point de vue. Veuillez consulter la page de discussion pour plus de détails.

Pour les articles homonymes, voir Sureau (homonymie).
Denis Sureau, né le 3 octobre 1958, est un essayiste et éditeur français.
Catholique, spécialiste de théologie politique, il a édité entre 1996 et 2025 la lettre d'information Chrétiens dans la Cité, le mensuel et les livres Transmettre.

## Biographie
Denis Sureau est diplômé de l'Institut d'études politiques de Paris (1979) - avec un mémoire sur Frédéric Le Play -, et titulaire de diplômes d'études approfondies en histoire (1980, sous la direction de Raoul Girardet) et  en  philosophie (1982) sous la direction de Claude Polin à Paris IV-Sorbonne.
Rédacteur en chef de la revue Item éditée par l'écrivain Philippe Héduy de 1978 à 1980, il travaille ensuite pendant quinze ans comme responsable de la communication interne de grandes entreprises : Usinor puis Suez : il est ainsi signalé en 1992 comme « responsable de la communication interne d'un grand groupe financier ». Parallèlement, il collabore à diverses revues catholiques (Famille chrétienne, La Nef...) et publie une traduction des prières de saint Thomas d'Aquin (première édition en 1992 : Prières de saint Thomas, rééditée en 2002 sous le titre Prières devant le Saint Sacrement ).
Il publie des articles sur l'éthique et l'entreprise dans la revue Projet, la Revue des Deux Mondes, Humanisme et entreprise. Il collabore à l'ouvrage collectif Pourquoi la France ne crée pas davantage d'emplois? publié par l'association Confrontations créée par l'économiste communiste Philippe Herzog.
En 1996, il crée Communication et Cité, PME de presse, pour publier la lettre d'information Chrétiens dans la Cité, bimensuel tiré 25 000 exemplaires dont il est le responsable puis la revue mensuelle Transmettre ainsi que des livres et guides de formation religieuse écrits par différents auteurs, prêtres et catéchistes.. [[:Aide:Référence nécessaire|[réf. nécessaire]]]
Spécialiste de questions de théologie politique, il publie un essai marqué par la pensée de Joseph Ratzinger, Retour à la politique (1995). Il publie ensuite une anthologie des textes politiques de saint Thomas d'Aquin, Petite somme politique en 1997. Denis Sureau synthétise la pensée de plusieurs auteurs, et met en garde contre les anachronismes de lecture des textes anciens.
Président des Editions de L'Homme Nouveau de 2000 à 2014, il s'emploie à faire connaître en France la nouvelle théologie politique anglo-saxonne, notamment William T. Cavanaugh et le mouvement Radical Orthodoxy. Il y consacre en 2008 Pour une nouvelle théologie politique, qui présente notamment 15 théologiens : David Schindler, Tracey Rowland, Aidan Nichols, Alasdair MacIntyre, Stanley Hauerwas, Jean Porter, Therese Lysaught, John Milbank, Catherine Pickstock, John Howard Yoder, Oliver O'Donovan, William T. Cavanaugh, Emmanuel Katongole, Stephen Long et Daniel Bell. Dans cet ouvrage, selon La Croix, Denis Sureau est le premier à présenter un panorama du courant théologique de la « Radical Orthodoxy ». En 2010, il donne une conférence sur ce mouvement dans un colloque universitaire organisé à Lyon par Le Collège Supérieur. En décembre 2011, une version espagnole de ce livre est publiée par Editorial Nuevo Inicio, la maison d'édition créée par Javier Martinez, archevêque de Grenade, sous le titre Una nueva teologia politica.
En 2009, il est l'éditeur scientifique de l'encyclique Caritas in veritate de Benoît XVI.
En 2011, il donne une communication au XIII Congreso Católicos y Vida Pública à l'Université San Pablo de Madrid sur le thème Cultura y communicacion de la libertad.
En 2013, il publie une petite synthèse sur le mariage naturel (entre non baptisés), le mariage sacramentel (entre chrétiens catholiques et orthodoxes) et le mariage séculier : Deux mariages et un enterrement.
Il intervient dans des séminaires de recherche d'instituts universitaires chrétiens : Collège des Bernardins, Centre d'études du Saulchoir/Theologicum de l'Institut Catholique de Paris, Institut Politique Léon Harmel, Institut Protestant de Théologie.[réf. nécessaire]
Le 5 octobre 2015, il est invité par Chantal Delsol, président de l'Académie des sciences morales et politiques, à donner à l'Institut de France une communication sur le mouvement Radical Orthodoxy.
En 2017, il publie avec Catherine Culot Comprendre & expliquer la foi - 160 questions de Paul et Elodie.
En 2018, il publie aux éditions Tallandier les œuvres de l'historien Augustin Cochin (1876-1916) sous le titre La Machine révolutionnaire.
En 2020, il publie un récit biographique, Frère Laurent de la Résurrection, le cordonnier de Dieu ainsi qu'une édition des écrits de et sur Laurent de la Résurrection sous le titre Vivre la présence de Dieu.
Avec l'équipe de Transmettre, il publie J'élève mon enfant avec le Christ, un "guide de l'éducation chrétienne" qui se présente comme le "Laurence Pernoud" des parents catholiques.
En 2023, il publie Comprendre & expliquer le Notre Père et les grandes prières chrétiennes.
En octobre 2023, il donne une conférence sur "Rendre à César, est-ce légitimer l'Etat" dans le cadre du Séminaire de Théologie politique organisé à Lyon par l'association Diognète. Elle est publiée dans l'ouvrage collectif dirigé par Jean-Noël Dumont et Vincent Aubin Adieu à César?
En juillet 2024, il cède son entreprise Communication et Cité à son diffuseur, la société AVM Diffusion (dont l'actionnaire est la Communauté de l'Emmanuel).
En 2025, il participe au livre d'hommage à Jean Borella à l'occasion de son 95e anniversaire avec un témoignage et un chapitre sur le sens du surnaturel.

### Radio
Il dirige sa propre émission sur Radio Courtoisie de 2003 à 2016.

## Ouvrages
- Prières de saint Thomas, Le Chalet, 1992, 96 p. (ISBN 2-7023-0473-7, BNF 36657688)traduction et commentaires
- Retour à la politique. L’impossible neutralité des chrétienss, DMM, 1995, 111 p. (ISBN 2-85652-201-7, BNF 35762239)
- Petite Somme politique. Anthologie de textes politiques de saint Thomas d’Aquins, Téqui, 1997, 210 p. (ISBN 2-7403-0512-5, BNF 37709637)
- Petite histoire de la Compagnie universelle du Canal maritime de Suez, Suez, 1998, 60 p..
- Expliquer le Notre Pères, Transmettre, 1998-1999
- Prières devant le Saint Sacrement. Chante ce Corps de gloires, Éditions de l’Emmanuel, 2002, 100 p. (ISBN 2-914083-65-3, BNF 38917957)
- (éditeur scientifique et traducteur) Louis Billot, Prophéties de l'histoire, Éditions de L'Homme Nouveau, 2007, 128 p. (ISBN 978-2-915988-10-9, BNF 41082007)
- Pour une nouvelle théologie politique, Parole et Silence, 2008, 1744 p. (ISBN 2845737181 et 9782845737181)
  - traduit en espagnol : (es) Una nueva teologia politica : En torno a la Radical Orthodoxy, Granada, Editorial Nuevo Inicio, 2010, 236 p. (ISBN 978-84-937488-6-9).
- (éditeur scientifique) Lettre encyclique Caritas in veritate de Benoît XVI, Paris, Téqui, 2009.
- Le cahier de vacances avec la Bible, Transmettre-Communication et Cité, 2010 (ISBN 2913708196 et 9782913708198).
- Deux mariages et un enterrement, éditions de L'Homme nouveau, 2013, 64 p. (ISBN 9782915988659)
- avec Catherine Culot, Comprendre & expliquer la foi - 160 questions de Paul et Elodie, Transmettre-Communication et Cité, 2017, 332 p. (ISBN 9782913708532).
- (éditeur scientifique)  Augustin Cochin (préf. Patrice Gueniffey), La Machine révolutionnaire, Tallandier, 2018, 688 p. (ISBN 9791021028647)
- Frère Laurent de la Résurrection, le cordonnier de Dieu, Artège, 2020, 152 p. (ISBN 979-10-336-0926-1)
- (éditeur scientifique) Laurent de la Résurrection, Vivre la présence de Dieu, Artège, 2020, 110 p. (ISBN 979-1033609254)
- J'élève mon enfant avec le Christ, Transmettre-Communication et Cité, 2020, 270 p. (ISBN 978-2-491337-00-1)
- Comprendre & expliquer le Notre Père et les grandes prières chrétiennes, Transmettre-Communication et Cité, 2023, 152 p. (ISBN 978-2-491337-21-6)